# 박지향
박지향(朴枝香, 1953년 8월 18일 ~ ) 은 대한민국의 대학교수이자 사학자이다. 서울대학교 서양사학과 교수로 재직 중인 사학자이다.

## 약력
1975년 서울대학교 서양사학과를 졸업하고 동대학원에서 영국사 전공으로 석사학위를 받은 뒤, 1985년에 스토니브룩 뉴욕 주립대학교 (State University of New York at Stony Brook)에서 영국사에 관한 박사학위를 받았다. 이후 미국 뉴욕의 프랫 대학(Pratt Institute)의 조교수를 거쳐, 인하대학교 사학과 교수로 부임하였고, 1992년부터 서울대학교에 부임하였다. 국사편찬위원회 위원을 역임하였다.
박지향 교수는 미국 뉴욕주립대학교에서 박사학위를 받은 서양사 연구자이다. 1992년부터 서울대학교 서양사학과 교수로 재직 중이며 동경대학과 케임브리지대학에서 방문교수를 역임했다. 영국사와 유럽사회사/노동사를 전공했으며, 특히 제국주의와 포스트식민주의를 집중 연구해왔다. 또한, 지난 10여 년간 영국과 아일랜드, 일본, 한국을 아우르는 비교사적 시각에서 역사를 바라보는 연구를 진행 중이다. 서양사 전공자임에도 해방전후사의 재인식이란 책의 집필에 참여하였으며 뉴라이트 운동과도 관계를 맺고 있다.

## 학문활동
박지향은 영국사 전공으로 박사학위를 받았다. 이후 <British Suffrage Activists of 1913: An Analysis>(1988), <Wasted Opportunities?: the Rearmament Programme in the 1950s and the Failure of the British Economic Policy>(1997), <W.B. 예이츠와 아일랜드 민족주의>(2001), <Land of the Morning Calm, Land of the Rising Sun: The East Asia Travel Writings of Isabella Bird and George Curzon>(2002), <대처정부의 '대중 자본주의'와 반(反) 기업 정서의 극복>(2009) 등 활발한 논문발표를 지속하고 있다. 뿐만 아니라, <<영국사: 보수와 개혁의 드라마>>(1997,까치), <<영국적인, 너무나 영국적인>>(2006, 기파랑), <<중간은 없다 : 마거릿 대처의 생애와 정치>>(2007, 기파랑), <<Profit-Sharing and Industrial Co-Partnership in British Industry, 1880-1920>>(1987), <<제국주의: 신화와 현실>>(2000), <<슬픈 아일랜드>>(2002, 기파랑), <<일그러진 근대>>(2003, 푸른역사), <<윤치호의 협력일기>>(2010, 이숲) 등을 썼다.
- 《영국사: 보수와 개혁의 드라마》
- 《영국적인, 너무나 영국적인》
- 《중간은 없다: 마거릿 대처의 생애와 정치》
- 《일그러진 근대, 100년 전 영국이 평가한 한국과 일본의 근대성》
- 《슬픈 아일랜드》
- 《제국주의: 신화와 현실》
- 《윤치호의 협력일기》

## 같이 보기
| - 낙성대 학파 - 서울대 서양사학과 - 비교사 - 뉴라이트 - 안병직 - 이영훈 - 임지현 | - 한승조 |